# Аугуст Гебен
Аугуст Гебен (Штаде, 10. децембар 1816 — Кобленц, 13. новембра 1880) био је пруски генерал.

## Биографија
Учествовао је у Немачко-данском рату у коме је 1864. године командовао бригадом. У Немачко-аустријском рату командовао је 1866. године дивизијом у саставу Мајнске армије. У Немачко-француском рату допринео је победи код Спикрена (6. август 1870). Допринео је победи у бици код Гравлот-Сен-Прима (18. август 1870), а у бици код Бапома (2-3. јануар 1871) одбио је све француске нападе предвођене генералом Федербом. На челу прве армије, тукао је Французе 19. јануара у бици код Сен Кантена.